# Carex muliensis
Carex muliensis är en halvgräsart som beskrevs av Hand.-mazz. Carex muliensis ingår i släktet starrar, och familjen halvgräs. Inga underarter finns listade i Catalogue of Life.